# Crannagh

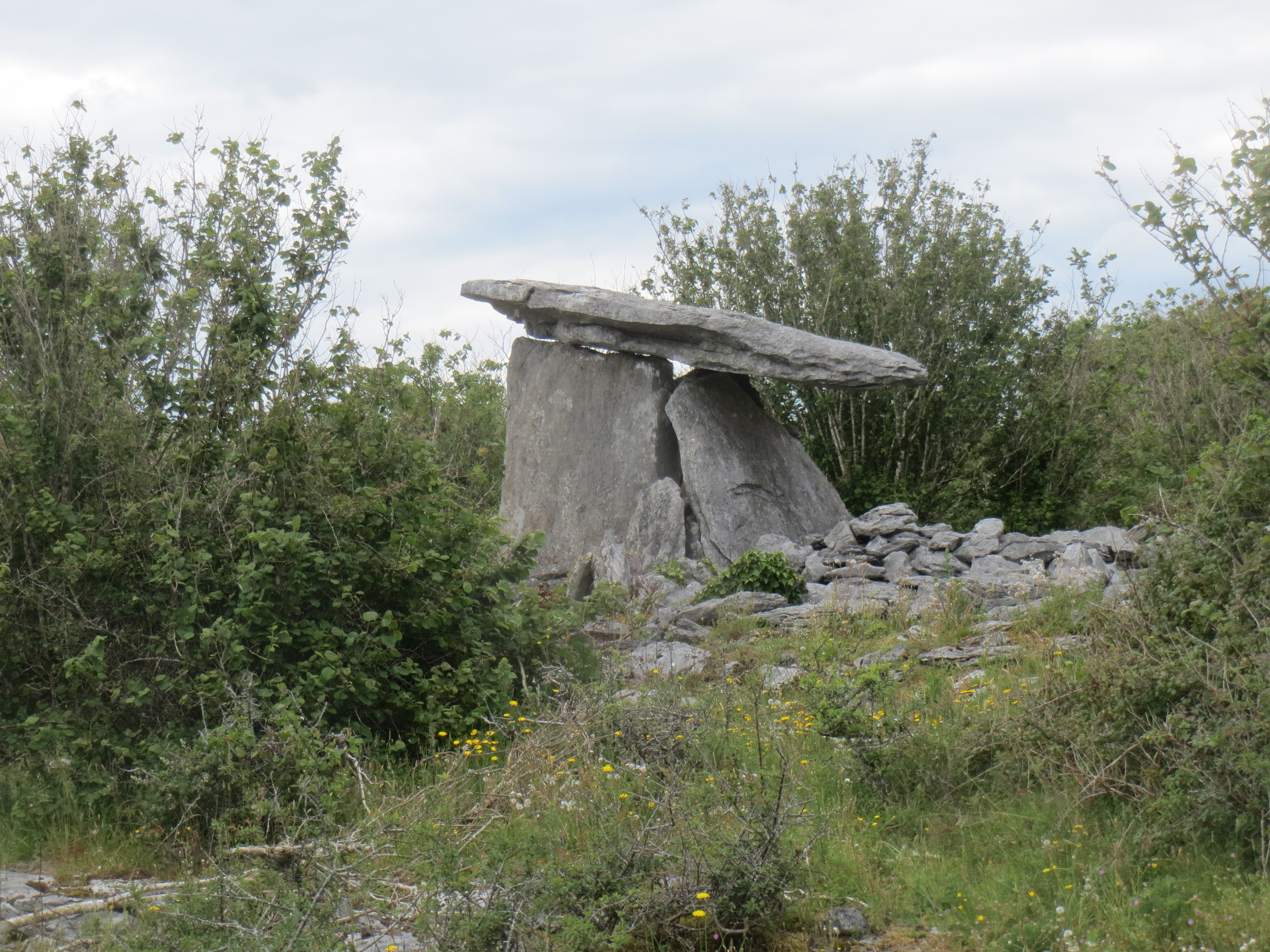
Crannagh Portal Tomb

Das Portal Tomb von Crannagh (irisch An Chrannach) ist auf alten Karten auch als „Dermot and Grania’s Bed“ markiert. Es liegt nordwestlich des Lough Coole (irisch Loch na Cúile) auf einem großen Kalkstein-Plateau des Burren zwischen Ballyvaughan und Gort im County Galway in der Republik Irland. Als Portal Tombs werden zwischen 4000 und 2500 v. Chr. in der Jungsteinzeit errichtete Megalithanlagen in Irland und Großbritannien bezeichnet, bei denen zwei gleich hohe, aufrecht stehende Steine mit einem Türstein dazwischen, die Vorderseite einer Kammer bilden, die mit einem zum Teil gewaltigen Deckstein bedeckt ist.

## Beschreibung
Die Nordost-Südwest orientierte Megalithanlage liegt in den 0,5 m hohen Resten eines Cairns, der etwa 20,0 m lang und sechs Meter breit ist. Der übergroße, etwas geneigte Deckstein des Portal Tombs misst etwa 3,2 m in der Länge, 2,4 m in der Breite und ist 0,4 m dick. Der Deckstein liegt vorne etwa 2,3 und hinten 1,9 m hoch und wird durch zwei Portalsteine gestützt. Er hat gewisse Ähnlichkeit mit dem Deckstein des Poulnabrone Dolmens, im County Clare. Die schmale Kammer ist 1,7 m lang und 0,9 bis 0,8 m breit. Der große, dünne Endstein (0,2 m) von 2,1 m Breite und 1,5 m Höhe liegt an, stützt aber nicht den Deckstein. Das pittoreske, aber schwierig zu erreichende Crannagh ist einer der am besten erhaltenen Dolmen in Irland.

## In der Nähe
- 800 m entfernt liegt das von einem massiven Stein bedeckte Wedge Tomb von Ballynastaig.
- 400 m westlich befindet sich ein Dun und ein überschwemmtes Souterrain.
- Das Wedge Tomb von Ballaghaglash liegt im nahen Burren im County Clare.